# Amtsgericht Berent
Das Amtsgericht Berent war ein preußisches Amtsgericht mit Sitz in Berent.

## Geschichte
Das königlich preußische Amtsgericht Berent wurde mit Wirkung zum 1. Oktober  1879 als eines von neun Amtsgerichten im Bezirk des Landgerichtes Danzig im Bezirk des Oberlandesgerichtes Marienwerder gebildet. Der Sitz des Gerichtes war Berent. Sein Gerichtsbezirk umfasste den Kreis Berent ohne die Teile, die den Amtsgerichten Schöneck und Preußisch Stargard zugeordnet waren, aus dem Kreis Karthaus aus dem Amtsbezirk Parschau die Gemeindebezirke Rakel, Schülzen, Summin und den Gutsbezirk Sdroien sowie aus dem Amtsbezirk Stendfitz die Gemeindebezirke Gostomken, Gostomie, Schollnen, Skorzewo und den Gutsbezirk Czenstkowo. Am Gericht bestanden 1880 drei Richterstellen. Das Amtsgericht war damit ein mittelgroßes Amtsgericht im Landgerichtsbezirk. Der Amtsgerichtsbezirk kam aufgrund des Versailler Vertrages 1919 zu Polen, und das Amtsgericht stellte seine Arbeit ein. Im Jahre 1939 wurde Polen deutsch besetzt. Im Rahmen der Neuorganisation der Gerichte in Ostdeutschland und im ehemaligen Polen wurden das Amtsgericht Berent neu gebildet und erneut dem Landgericht Danzig zugeordnet.
Im Jahre 1945 wurde der Amtsgerichtsbezirk unter polnische Verwaltung gestellt, und die deutschen Einwohner wurden vertrieben. Damit endete auch die Geschichte des Amtsgerichtes Berent. Unter polnischer Verwaltung entstand das Sąd Rejonowy w Kościerzynie (1950–1975: Sąd Powiatowy w Kościerzynie).